# اورگوو
اورگوو (به ارمنی: Օրգով) روستایی است در ارمنستان که در استان آراگاتسوتن واقع شده‌است. اورگوو در ۱۱ کیلومتری شمال آشتاراک، مرکز استان آراگاتسوتن واقع شده‌است. این روستا در سال ۱۸۳۱ بنیانگذاری شده است

## خصوصیات
اورگوو ۵۱۱ نفر جمعیت دارد و در ارتفاع ۱۶۳۰ متر بالاتر از سطح دریا قرار گرفته‌است.
| سال   | ۱۸۳۱ | ۱۸۹۷ | ۱۹۲۶ | ۱۹۳۹ | ۱۹۵۹ | ۱۹۷۰ | ۱۹۷۹ | ۱۹۸۹ | ۲۰۰۱ | ۲۰۰۴ |
| جمعیت | ۵۴   | ۳۸۰  | ۲۲۳  | ۳۹۰  | ۴۲۶  | ۳۷۶  | ۳۵۴  | ۴۴۳  | ۵۱۱  | ۵۹۴  |

## جاذبه‌های تاریخی

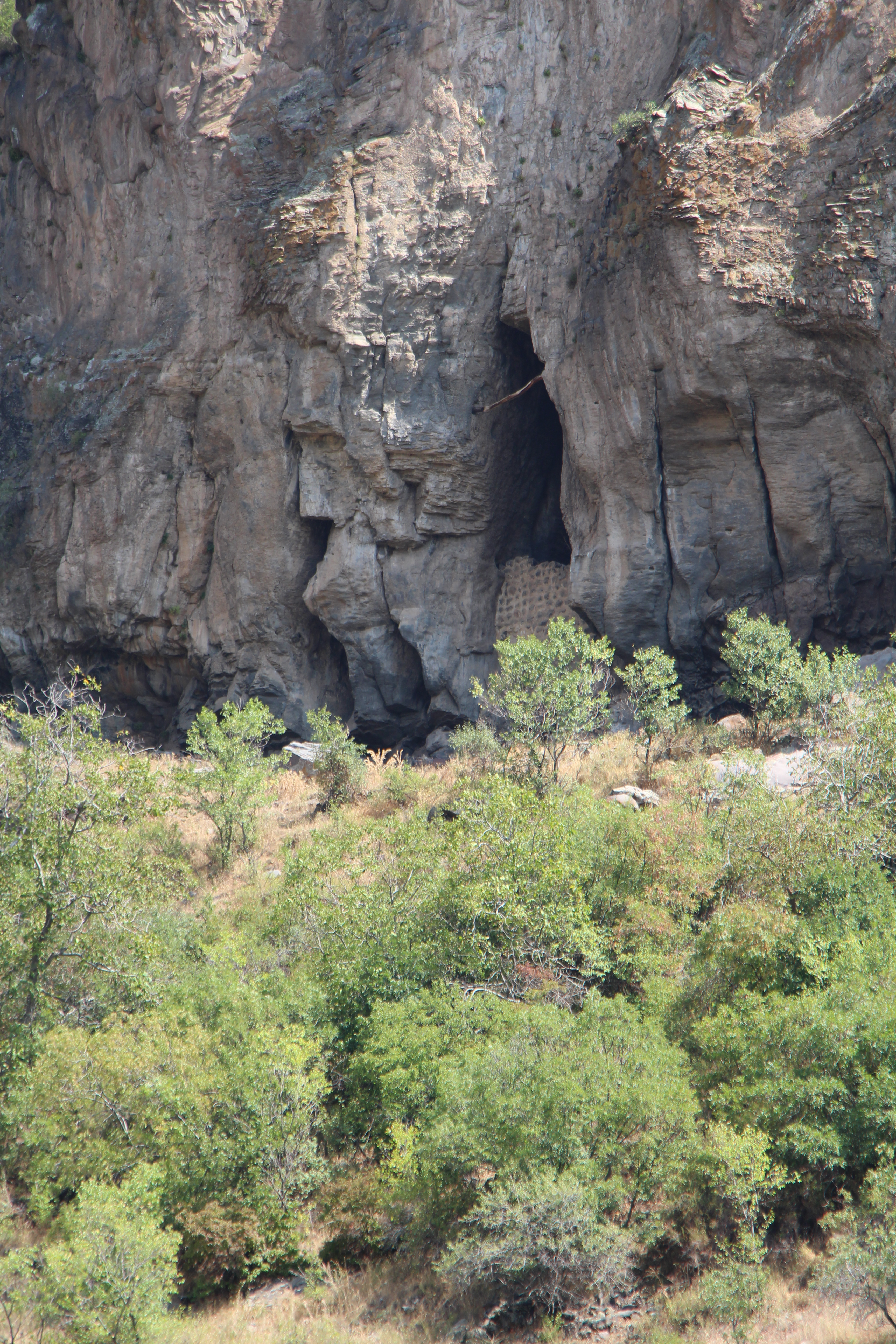